# Jeffrey Jendryk
Jeffrey Jendryk II (Wheaton, 15 de setembro de 1995) é um jogador de voleibol norte-americano que atua na posição de central.

## Carreira

### Clubes
Jendryk começou atuando no voleibol universitário da Universidade Loyola de Chicago, de 2014 a 2018. Seu primeiro contrato profissional foi pelo Berlin Recycling Volleys. Pelo clube da cidade de Berlim o central conquistou 3 títulos: o Campeonato Alemão de 2018–19, a Copa da Alemanha de 2019–20 e a Supercopa Alemã de 2019.
Em 2020, o norte-americano assinou contrato de 2 anos com o Asseco Resovia Rzeszów para disputar no campeonato polonês. No ano seguinte, o central rescindiu o contrato com o clube polonês e voltou a atuar no voleibol alemão para defender as cores do Berlin Recycling Volleys novamente. Em outubro de 2021, voltou a ganhar o seu segundo título da Supercopa Alemã.
Em 2022, voltou ao voleibol polonês para defender as cores do LUK Lublin. Ao término da temporada 2022–23, Jendryk assinou com o Gioiella Prisma Taranto, time da primeira divisão italiana.

### Seleção
Pelas categorias de base, Jendryk foi vice-campeão da Copa Pan-Americana Sub-21 de 2015, onde foi superado pela seleção brasileira por 3 sets a 0.
Fez sua estreia na seleção adulta norte-americana na Liga Mundial de 2017, onde ficou na quarta colocação. No ano seguinte, conquistou o terceiro lugar no Campeonato Mundial de 2018 após derrotar a seleção sérvia por 3 sets a 1.
Em 2019, conquistou o vice-campeonato da Liga das Nações de 2019 em Chicago, e o terceiro lugar na Copa do Mundo de 2019 no Japão. Em 2022, foi vice-campeão da Liga das Nações após derrota para a seleção francesa.

## Títulos
Berlin Recycling Volleys
- Campeonato Alemão: 2018–19, 2021–22
- Copa da Alemanha: 2019–20
- Supercopa Alemã: 2019, 2021

## Clubes
| Anos      | Clube                    |
| --------- | ------------------------ |
| 2018–2020 | Berlin Recycling Volleys |
| 2020–2021 | Asseco Resovia Rzeszów   |
| 2021–2022 | Berlin Recycling Volleys |
| 2022–2023 | LUK Lublin               |
| 2023–     | Gioiella Prisma Taranto  |

## Prêmios individuais
- 2019: Campeonato NORCECA – Melhor central